# Boris Zilber
Boris Zilber (en russe : Борис Иосифович Зильбер), né en 1949 à Tachkent, est un mathématicien britannique d'origine russe qui travaille en logique mathématique et notamment en théorie des modèles.

## Carrière
Zilber obtient un doctorat en 1975 à l'université d'État de Novossibirsk sous la direction de Mikhail A. Taitslin et une habilitation en 1986 à l'université d'État de Saint-Pétersbourg (un « doktor nauk » russe). En 1999 il obtient une maîtrise à l'université d'Oxford, où il est professeur de logique mathématique.

## Travaux
En 2004, Boris Zilber apporte un progrès important à la preuve, encore ouverte, de la conjecture de Schanuel en théorie des nombres transcendants. Avec Ehud Hrushovski il introduit en 1996 les géométries de Zariski qui sont des généralisations des topologies de Zariski. Son livre sur ce sujet est paru en 2010 chez Cambridge University Press (Zariski Geometries - Geometry from the Logician´s Point of View).
Zilber est aussi connu pour une conjecture en théorie des modèles (la conjecture de Cherlin-Zilber) formulée avec Gregory Cherlin en 1977. Elle dit que tout groupe simple de rang de Morley (en) fini est isomorphe à un groupe algébrique sur un corps algébriquement clos.

## Prix et distinctions
- 1983 : Zilber est conférencier invité au Congrès international des mathématiciens à Varsovie (titre de sa conférence : The Structure of Models of Uncountable Categorial Theories).
- 2004 : Zilber reçoit le prix Berwick de la London Mathematical Society (LMS).
- 2002 : Zilber délivre la Tarski Lecture.
- 2015 : Zilber est lauréat du prix Pólya de la London Mathematical Society.

## Publications (sélection)
- Ehud Hrushovski et Boris Zilber, « Zariski geometries », Journal of the American Mathematical Society, vol. 9,‎ 1996, p. 1-56 (DOI 10.1090/S0894-0347-96-00180-4, MR 1311822, lire en ligne).
- Boris Zilber, Uncountably categorical theories, American Mathematical Society, coll. « Translations of  Mathematical Monographs, » (no 117), 1993,, VI+122 (ISBN 0-8218-4586-1). — Récension par Anand Pillay, Bulletin AMS, vol. 30, n° 2, 1994, p. 302-306

- Boris Zilber, Zariski Geometries : Geometry from the Logicians Point of View,, Cambridge University Press, coll. « London Mathematical Society Lecture Notes » (no 360), 1993,, VI+122 (ISBN 0-8218-4586-1). — Récension par Anand Pillay, Bulletin AMS, vol. 50, 2013, p. 175-180